# 아사카역 (오사카부)
아사카역(일본어: 浅香駅, あさかえき 아사카에키[*])은 일본 오사카부 사카이시 사카이구에 위치한 서일본 여객철도의 역이다.

## 역 구조
상대식 승강장으로 2면 2선의 지상역이다. 덴노지 방면 승강장의 끝은 1급 하천인 야마토가와 강이 흐르고 있다. 와카야마 방면의 절반은 곡선 상에 있다. 역 업무는 서일본 여객철도 교통 서비스에 위탁되어 있다.
이코카 및 제휴 교통카드의 사용이 가능하다.

### 승강장
| 1 | ■ 한와 선 | 오토리 · 간사이 공항 · 와카야마 방면 |
| 2 | ■ 한와 선 | 덴노지 · 오사카 방면                 |

## 역사
- 1937년 9월 3일: 한와 전기 철도 스기모토초 ~ 한와사카이 간에 한와아사카야마 정류장으로서 개업하였다.
- 1940년 12월 1일: 회사 간 인수 합병에 따라 난카이 전기 철도 야마노테 선의 소속이 되었다. 동시에 야마노테아사카야마 정류장으로 이름을 바꾼다.
- 1944년 5월 1일: 국유화에 따라 일본국유철도의 소속이 됨과 동시에 역으로 승격하였다.
- 1987년 4월 1일: 민영화에 따라 서일본 여객철도의 소속이 되었다.
- 2003년 11월 1일: 이코카의 사용이 개시되었다.
- 2008년 2월 23일: 심한 강풍으로 인하여 상행 보통 열차의 차장이 돌풍에 휩쓸려 아사카 역 승강장으로 추락하였으나 기관사가 이를 확인하지 않고 발차한 사고가 발생하였다.

## 인접정차역
| 서일본 여객철도 한와 선 | 서일본 여객철도 한와 선 | 서일본 여객철도 한와 선 |
| ----------------------- | ----------------------- | ----------------------- |
| 스기모토초 덴노지 방면  | ■ 한와 선 보통          | 사카이시 와카야마 방면  |